# Fysioterapeuterna
Fysioterapeuterna, tidigare Legitimerade Sjukgymnasters Riksförbund, är en svensk partipolitiskt obunden organisation för fysioterapeuter och sjukgymnaster. Organisationen, som bildades 1943, är endast öppen för legitimerade fysioterapeuter och sjukgymnaster, det vill säga fysioterapeuter och sjukgymnaster som har avlagt en godkänd fysioterapeut- eller sjukgymnastexamen och har legitimerats av Socialstyrelsen. Undantagna är studerande vid fysioterapeututbildningar som kan få ett särskilt medlemskap. Organisationens syfte är att främja och synliggöra fysioterapeuterna och sjukgymnasterna och deras arbete.
Medlemsantalet den 31 december 2017 var 12 713, varav 10 874 är yrkesverksamma medlemmar i Sverige. 1 936 var kommunalt anställda, 5 422 landstingsanställda, 297 i statlig tjänst, 1 529 var privatanställda, Företagare 1 662 egna företagare, 876 studerande och 846 pensionärer; övriga 145 innefattar arbetslösa och utlandsboende.
Fysioterapeuterna ger ut tidningen Fysioterapi som utkommer sex gånger per år i över 12 000 exemplar. Förbundet är huvudarrangör för Fysioterapi 2019, ett nationellt arrangemang, som ordnas vartannat år, med föredrag, workshops, företagsutställningar och presentation av forskning.